# Morimospasma
Morimospasma is een kevergeslacht uit de familie van de boktorren (Cerambycidae). De wetenschappelijke naam van het geslacht werd voor het eerst geldig gepubliceerd in 1890 door Ganglbauer.

## Soorten
Morimospasma omvat de volgende soorten:
- Morimospasma granulatum Chiang, 1981
- Morimospasma nitidituberculatum Hua, 1992
- Morimospasma paradoxum Ganglbauer, 1890
- Morimospasma tuberculatum Breuning, 1939